# 武久顕也
武久 顕也（たけひさ あきなり、1968年（昭和43年）11月26日 - ）は、日本の政治家。元岡山県瀬戸内市長（4期）、元邑久町議会議員（1期）。

## 来歴
岡山県瀬戸内市出身。岡山県立岡山操山高等学校を経て、1992年に筑波大学農林学類卒業。
1996年（平成8年）4月から2000年（平成12年）2月まで邑久町議会議員を1期務めた。2001年（平成13年）9月、バーミンガム大学公共政策大学院に留学。2003年（平成15年）12月、同大学院修士課程修了。
2003年（平成15年）10月から2009年（平成21年）6月まで監査法人トーマツの大阪事務所パブリックセクターのシニアマネジャーを務めた。
2007年（平成19年）4月から2015年（平成27年）9月まで関西学院大学専門職大学院経営戦略研究科准教授を務めた。
2009年（平成21年）6月9日付で瀬戸内市長の島村俊一が健康上の理由により辞職。同年7月12日告示、7月19日投票の市長選挙に出馬し無投票で初当選した。2013年（平成25年）、無投票で再選。 2015年（平成27年）3月、京都大学大学院経済学研究科博士後期課程修了。2017年（平成29年）、無投票で3選。
2020年に国宝の太刀である山鳥毛のクラウドファンディングに成功したことから、岡山県の地域振興に貢献した人物などを称賛する「第17回岡山武蔵倶楽部大賞・特別賞」で大賞を受賞した。
2021年（令和3年）6月6日投開票の市長選挙で元長船町議の岸覚を破り4選。
2024年（令和6年）12月3日、瀬戸内市議会で2025年の市長選に出馬せず退任の意向を示した。